# اس‌اس دیئپ (۱۹۰۵)
اس‌اس دیئپ (۱۹۰۵) (به انگلیسی: SS Dieppe (1905)) یک کشتی بود که طول آن ۲۷۳ فوت ۵ اینچ (۸۳٫۳۴ متر) بود. این کشتی در سال ۱۹۰۵ ساخته شد.